# چوکراکلی
چوکراکلی (انگلیسی: Chukrakly) یک شهرک در شهرستان چیشمینسکی در استان باشقیرستان کشور روسیه است.